# Eirik Lamøy
Erik Lamøy  (Harstad, 7 de novembro de 1984)  é um futebolista norueguês.
Foi artilheiro da VIVA World Cup em 2006 juntamente com Tom Høgli e Steffen Nystrøm, ambos com seis gols.